# Region Mittlerer Westen (Little League Baseball World Series)
Die Region Mittlerer Westen ist eine von zehn Regionen in den Vereinigten Staaten, welche Teilnehmer an die Little League Baseball World Series, dem größten Baseball-Turnier für Jugendliche, entsendet. Die Region Mittlerer Westen nimmt schon seit 1957 an diesem Turnier teil, damals noch unter der Bezeichnung Region Zentral. Als sich 2001 das Teilnehmerfeld verdoppelte, wurde die Region Zentral in die Regionen Große Seen und Mittlerer Westen aufgeteilt.

## Teilnehmende Staaten

Teilnehmer der Region Mittlerer Westen

Bis 2019 stellten die sieben Bundesstaaten der Region sechs Mannschaften, eine je Bundesstaat. Als Ausnahme erweisen sich North und South Dakota mit einer gemeinsamen Mannschaft.
- Iowa
- Kansas
- Minnesota
- Missouri
- Nebraska
- North Dakota
- South Dakota

Ab der Little League World Series 2022 wird Wisconsin nicht mehr zur Region Mittlerer Westen, sondern stattdessen zur Region Große Seen gehören. Ursprünglich sollte das schon 2021 passieren, wurde aber aufgrund der COVID-19-Pandemie verschoben. Hintergrund ist die Erweiterung der LLWS von 16 auf 20 Teams.

## Regionale Meisterschaften
Die jeweiligen Gewinnermannschaften der regionalen Meisterschaften sind in grün markiert.
| Jahr | Iowa                                          | Kansas                                        | Minnesota                                     | Missouri                                      | Nebraska                                             | Norddakota                                    | Süddakota                                     |
| ---- | --------------------------------------------- | --------------------------------------------- | --------------------------------------------- | --------------------------------------------- | ---------------------------------------------------- | --------------------------------------------- | --------------------------------------------- |
| 2001 | Davenport East LL Davenport                   | Baxter Springs LL Baxter Springs              | Centennial Lakes Black LL Circle Pines        | De Soto LL De Soto                            | Keystone LL Omaha                                    | Nicht qualifiziert                            | Harney LL Rapid City                          |
| 2002 | Grandview LL Des Moines                       | Riverton Area LL Riverton                     | Coon Rapids National LL Coon Rapids           | Webb City LL Webb City                        | Central City LL Central City                         | Nicht qualifiziert                            | Harney LL Rapid City                          |
| 2003 | North Scott LL Eldridge                       | Girard LL Girard                              | Coon Rapids National LL Coon Rapids           | La Co Mo Central LL Higginsville              | Grover LL Omaha                                      | Nicht qualifiziert                            | Canyon Lake LL Rapid City                     |
| 2004 | Davenport Northwest LL Davenport              | Galena LL Galena                              | Robbinsdale LL Robbinsdale                    | Daniel Boone National LL Columbia             | Blair LL Blair                                       | Nicht qualifiziert                            | Harney LL Rapid City                          |
| 2005 | Davenport Northwestern LL Davenport           | Baxter Springs LL Baxter Springs              | Centennial Lakes East LL Circle Pines         | Daniel Boone National LL Columbia             | Hillside LL Omaha                                    | Nicht qualifiziert                            | Harney LL Rapid City                          |
| 2006 | Davis County LL Bloomfield                    | Galena LL Galena                              | Coon Rapids National LL Coon Rapids           | Daniel Boone National LL Columbia             | Grand Island Youth National Baseball LL Grand Island | Nicht qualifiziert                            | Harney LL Rapid City                          |
| 2007 | Urbandale East LL Urbandale                   | Cherokee Community LL Cherokee                | Coon Rapids National LL Coon Rapids           | Carthage LL Carthage                          | Keystone LL Omaha                                    | Nicht qualifiziert                            | Harney LL Rapid City                          |
| 2008 | Urbandale East LL Urbandale                   | Cherokee Community LL Cherokee                | Coon Rapids National LL Coon Rapids           | Daniel Boone National LL Columbia             | Kearney National LL Kearney                          | Nicht qualifiziert                            | Canyon Lake LL Rapid City                     |
| 2009 | Urbandale East LL Urbandale                   | Cherokee Community LL Cherokee                | East Tonka South LL Minnetonka                | Daniel Boone National LL Columbia             | Blair LL Blair                                       | Nicht qualifiziert                            | Harney LL Rapid City                          |
| 2010 | Grandview LL Des Moines                       | Riverton Area LL Riverton                     | Plymouth/New Hope LL Plymouth                 | Daniel Boone American LL Columbia             | Kearney LL Kearney                                   | Nicht qualifiziert                            | Canyon Lake LL Rapid City                     |
| 2011 | Grandview LL Des Moines                       | Community LL Cherokee                         | Centennial Lakes West LL Circle Pines         | Webb City LL Webb City                        | Kearney LL Kearney                                   | Nicht qualifiziert                            | Harney LL Rapid City                          |
| 2012 | Sioux City Westside LL Sioux City             | Girard LL Girard                              | Robbinsdale LL Robbinsdale                    | De Soto LL De Soto                            | Kearney LL Kearney                                   | Nicht qualifiziert                            | Canyon Lake LL Rapid City                     |
| 2013 | Urbandale LL Urbandale                        | Girard LL Girard                              | Coon Rapids Andover American LL Coon Rapids   | Webb City LL Webb City                        | Kearney LL Kearney                                   | Nicht qualifiziert                            | Timberline LL Rapid City                      |
| 2014 | Headid LL Sioux City                          | Frontenac LL Frontenac                        | Plymouth/New Hope LL Plymouth/New Hope        | Joplin South LL Joplin                        | Kearney LL Kearney                                   | Nicht qualifiziert                            | Canyon Lake LL Rapid City                     |
| 2015 | Grandview LL Des Moines                       | Frontenac Youth LL Frontenac                  | Coon Rapids Cardinal LL Coon Rapids           | Webb City LL Webb City                        | Memorial LL Omaha                                    | Nicht qualifiziert                            | Canyon Lake LL Rapid City                     |
| 2016 | Johnston LL Johnston                          | Frontenac Youth LL Frontenac                  | Coon Rapids Andover American LL Coon Rapids   | Webb City LL Webb City                        | Kearney LL Kearney                                   | Nicht qualifiziert                            | Canyon Lake LL Rapid City                     |
| 2017 | Johnston LL Johnston                          | Cherokee Community LL Cherokee                | Coon Rapids Andover American LL Coon Rapids   | Webb City LL Webb City                        | Kearney LL Kearney                                   | Nicht qualifiziert                            | Sioux Falls LL Sioux Falls                    |
| 2018 | Grandview LL Des Moines                       | J.L. Hutchinson LL Pittsburg                  | Coon Rapids Andover American LL Coon Rapids   | Webb City LL Webb City                        | Kearney LL Kearney                                   | Fargo LL Fargo                                | Nicht qualifiziert                            |
| 2019 | Johnston LL Johnston                          | J.L. Hutchinson LL Pittsburg                  | Coon Rapids Andover American LL Coon Rapids   | Webb City LL Webb City                        | Kearney LL Kearney                                   | Fargo LL Fargo                                | Canyon Lake LL Rapid City                     |
| 2020 | Nicht ausgetragen wegen der COVID-19-Pandemie | Nicht ausgetragen wegen der COVID-19-Pandemie | Nicht ausgetragen wegen der COVID-19-Pandemie | Nicht ausgetragen wegen der COVID-19-Pandemie | Nicht ausgetragen wegen der COVID-19-Pandemie        | Nicht ausgetragen wegen der COVID-19-Pandemie | Nicht ausgetragen wegen der COVID-19-Pandemie |
| 2021 | Davenport Southeast LL Davenport              | J.L. Hutchinson LL Pittsburg                  | Centennial Lakes LL Circle Pines              | Daniel Boone National LL Columbia             | Hastings Baseball LL Hastings                        | Fargo LL Fargo                                | Sioux Falls LL Sioux Falls                    |

## Resultate bei den Little League World Series

### Nach Jahr
| Jahr | Mannschaft                                    | Stadt                                         | Klassierung                                   | W-L                                           |
| ---- | --------------------------------------------- | --------------------------------------------- | --------------------------------------------- | --------------------------------------------- |
| 2001 | East LL                                       | Davenport                                     | Gruppenphase                                  | 0–3                                           |
| 2002 | Webb City LL                                  | Webb City                                     | Gruppenphase                                  | 0–3                                           |
| 2003 | North Scott LL                                | Eldridge                                      | Gruppenphase                                  | 0–3                                           |
| 2004 | Northwest LL                                  | Davenport                                     | Gruppenphase                                  | 0–3                                           |
| 2005 | Northwest LL                                  | Davenport                                     | Gruppenphase                                  | 0–3                                           |
| 2006 | Daniel Boone National LL                      | Columbia                                      | Gruppenphase                                  | 1–2                                           |
| 2007 | Coon Rapids National LL                       | Coon Rapids                                   | Gruppenphase                                  | 1–2                                           |
| 2008 | Canyon Lake LL                                | Rapid City                                    | Gruppenphase                                  | 0–3                                           |
| 2009 | Urbandale East LL                             | Urbandale                                     | Gruppenphase                                  | 1–2                                           |
| 2010 | Plymouth/New Hope LL                          | Plymouth                                      | Gruppenphase                                  | 0–3                                           |
| 2011 | Harney LL                                     | Rapid City                                    | Runde 1                                       | 0–3                                           |
| 2012 | Kearney LL                                    | Kearney                                       | Runde 1                                       | 1–2                                           |
| 2013 | Urbandale LL                                  | Urbandale                                     | Runde 1                                       | 1–2                                           |
| 2014 | Canyon Lake LL                                | Rapid City                                    | Runde 1                                       | 1–2                                           |
| 2015 | Webb City LL                                  | Webb City                                     | Runde 1                                       | 1-2                                           |
| 2016 | Johnston LL                                   | Johnston                                      | Runde 3                                       | 2-2                                           |
| 2017 | Sioux Falls LL                                | Sioux Falls                                   | Runde 3                                       | 0-3                                           |
| 2018 | Johnston LL                                   | Des Moines                                    | Runde 2                                       | 1-2                                           |
| 2019 | Coon Rapids Andover American LL               | Coon Rapids                                   | Runde 2                                       | 1-2                                           |
| 2020 | Nicht ausgetragen wegen der COVID-19-Pandemie | Nicht ausgetragen wegen der COVID-19-Pandemie | Nicht ausgetragen wegen der COVID-19-Pandemie | Nicht ausgetragen wegen der COVID-19-Pandemie |
| 2021 | Hastings Baseball LL                          | Hastings                                      | Runde 3                                       | 2-2                                           |
| 2021 | Sioux Falls LL                                | Sioux Falls                                   | 4. Platz                                      | 4-1                                           |

- Wegen der COVID-19-Pandemie lud Little League International keine internationalen Mannschaften zum LLWS 2021 ein. Stattdessen wurden die zwei obersten US-Mannschaften jeder Region qualifiziert.

 Stand nach den Little League World Series 2021

### Nach Staat
| Staat        | Mittlerer Westen Meisterschaften | W-L an den LLWS | %    |
| ------------ | -------------------------------- | --------------- | ---- |
| Iowa         | 8                                | 5-20            | .200 |
| South Dakota | 4                                | 4-13            | .235 |
| Minnesota    | 3                                | 2–7             | .222 |
| Missouri     | 3                                | 2–7             | .222 |
| Nebraska     | 2                                | 3–4             | .429 |
| Kansas       | 0                                | 0–0             | –    |
| North Dakota | 0                                | 0–0             | –    |
| Total        | 20                               | 16-51           | .239 |

 Stand nach den Little League World Series 2021